# Cercanías Cádiz

Schemat linii Cercanías Cádiz

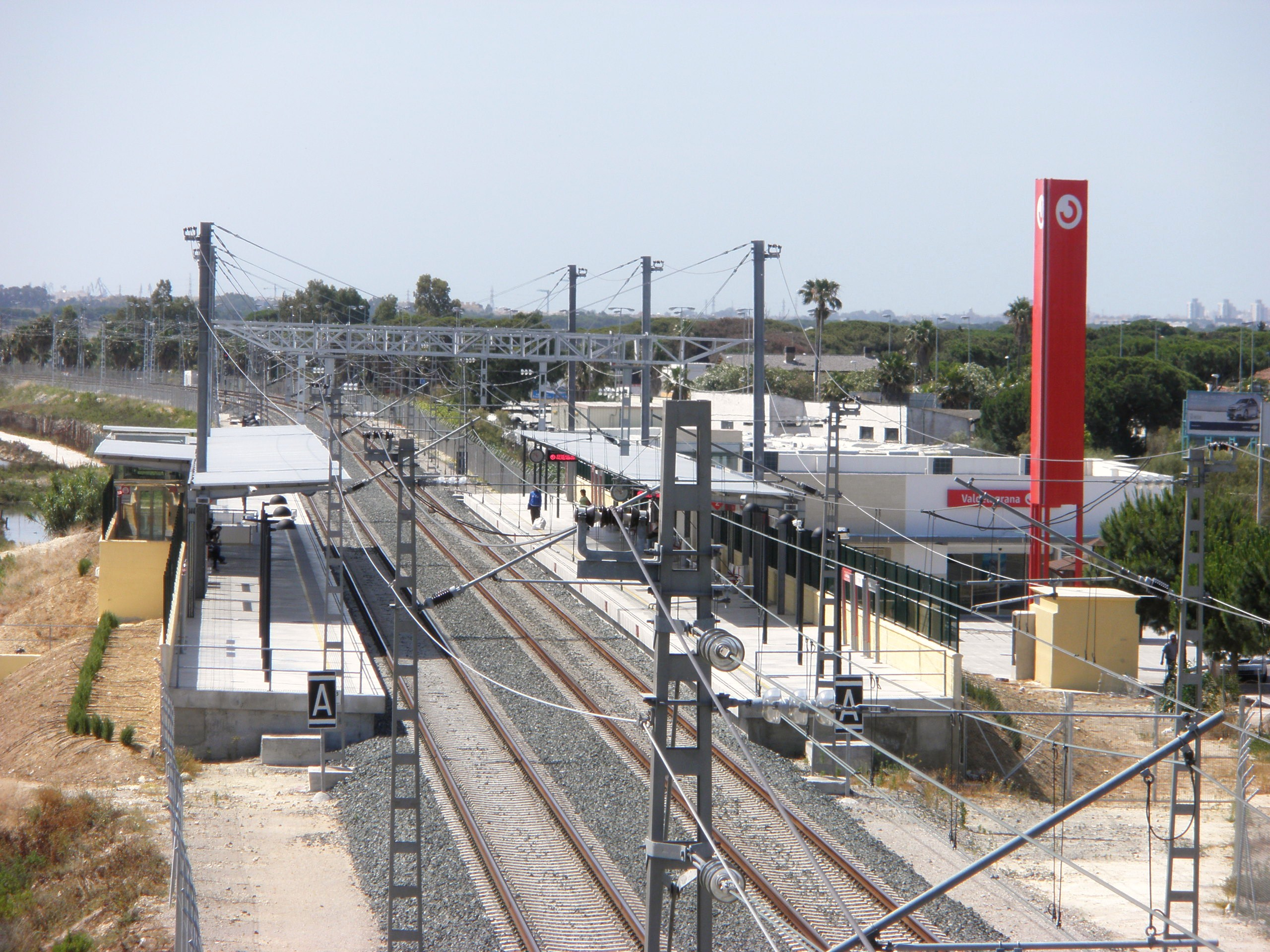
Przystanek kolejowy Valdelagrana

Cercanías Cádiz - system kolei podmiejskiej kursujący w obszarze metropolitarnym zatoki Kadyksu w prowincji Kadyks w południowej Hiszpanii. Sieć ta składa się z dwóch linii o łącznej długości 52 km i 13 stacji kolejowych. Większość stacji i przystanków kolejowych znajduje się w miastach: Kadyks, San Fernando, Puerto Real, El Puerto de Santa María i Jerez de la Frontera.

## Linie i stacje
| Linia | Trasa przebiegu          | Długość linii (km) |
| ----- | ------------------------ | ------------------ |
|       | Cádiz - Jerez            | 49                 |
|       | Las Aletas - Universidad | 2,4                |

## Tabor
Na początku istnienia wszystkie kursy obsługiwane były jednostkami typu Serie 440 Renfe, które były dzielone wraz z Cercanías Sevilla. W latach 2006–2008 zostały zakupione nowe składy typu Civia, a niektóre a pozostałe będące w dalszej eksploatacji składy zostały gruntownie odnowione.

## Rozbudowa systemu
Obecnie prowadzone są prace nad przedłużeniem systemu do portu lotniczego Jerez oraz dostosowanie istniejącego systemu do prędkości 200 km/h.